# Турівська вулиця
Ту́рівська ву́лиця — вулиця в Подільському районі міста Києва, місцевість Поділ (Плоске). Пролягає від Оленівської вулиці до перетину Набережно-Хрещатицької та Набережно-Лугової вулиць.
Прилучаються вулиці Почайнинська, Оболонська і Юрківська.

## Історія
Турівська вулиця вперше позначена на проектному плані 1812 року під такою ж назвою. У 1869 році назву було офіційно затверджено (рос. Туровская). Назва вулиці походить від Турівської божниці, що існувала тут за часів Київської Русі та від струмка Турець, правої притоки р. Почайни, який протікав неподалік (тепер у колекторі).
У довідниках «Вулиці Києва» 1958 і 1979 років вказано Туровська.

## Забудова
Забудова вулиці вельми еклектична, будинки являють собою суміш різних стилів та епох. Серед них: класичні «сталінки» (буд. № 12, 32, 30/55), «хрущовка» серії 1-438-5 (№ 19), дев'ятиповерхова цегляна «хрущовка» (№ 4), сучасні будинки, зведені за індивідуальними проектами (№ 9, 18-20, 15, 24, 29, 31)
На вулиці залишилося кілька будинків початку XX століття. Найцікавішим з них є будинок № 26 — колишній Подільський денний притулок для дітей робітничого класу, зведений у 1905–1907 роках за проектом архітектора П. Лебедєва. Це був один з п'яти аналогічних закладів, заснованих в Києві Товариством денних притулків для дітей робітничого класу, яке діяло з 1874 року.
Будинок № 29-А (кінець ХІХ — початок ХХ ст.) — триповерховий, цегляний. Споруджений під столярні майстерні. Являв собою цікавий зразок промислової архітектури межі ХІХ-ХХ століть. Улітку 2021 року будівлю включено до переліку цінної історичної архітектури, яка потребує додаткового захисту з боку міської влади («охоронний список Віталія Кличка»). Знесення історичної будівлі розпочато в серпні 2022 року.

## Меморіальні дошки
- буд. № 15 — меморіальна дошка на честь В. М. Шифріна, вченого-металурга.

## Установи та заклади
- Інститут перспективного проектування та техніко-економічних досліджень (буд. № 19)
- Дитяча поліклініка № 3 Подільського району (буд. № 26)